# Seuthessus
Genre
Seuthessus est un genre d'opilions laniatores de la famille des Assamiidae.

## Distribution
Les espèces de ce genre se rencontrent au Congo-Kinshasa et en Guinée équatoriale,.

## Liste des espèces
Selon World Catalogue of Opiliones (22/06/2021) :
- Seuthessus coriscanus Prieto & Santos, 2010
- Seuthessus pustulatus Kauri, 1985

## Publication originale
- Kauri, 1985 : « Opiliones from Central Africa. » Annalen - Koninklijk Museum voor Midden-Afrika, vol. 245, p. 1–168.